# Sínodo de Roma (964)
O Sínodo de Roma (964) foi um sínodo realizado na Basílica de São Pedro de 26 a 28 de fevereiro de 964, com o objetivo de condenar o Sínodo de Roma (963) e depor o Papa Leão VIII. 

## Contexto
Depois que o papa João XII foi deposto em 963 pelo Sacro Imperador Romano, Otto I no Sínodo de Roma, o papa Leão VIII foi eleito como seu sucessor. No entanto, uma vez que Otto deixou Roma, a nobreza romana se rebelou e expulsou Leão, que buscou refúgio com o imperador. João XII retornou rapidamente e convocou um sínodo com o objetivo de decidir a eleição de Leão como não-canônica. 

## Atos do sínodo
O concílio se reuniu em 26 de fevereiro de 964 e passou a realizar três sessões. Estiveram presentes João XII, dezesseis bispos italianos (onze dos quais estiveram presentes no sínodo de 963 que depuseram João), doze cardeais-sacerdotes (a maioria dos quais também estivera presente, incluindo o futuro Papa Bento V), bem como um grande número de clérigos inferiores presentes em Roma na época.
João abriu a primeira sessão, abordando o concílio nos seguintes termos: 
 Vocês sabem, queridos irmãos, que pelo poder do imperador eu fui expulso de minha vista por dois meses. Pergunto-lhe, então, se, de acordo com os cânones, isso pode ser chamado de sínodo que ocorreu na minha ausência em minha igreja em 4 de dezembro pelo imperador Otto e seus arcebispos e bispos? 
 Quando o sínodo declarou que o sínodo anterior não foi realizado de acordo com a lei canônica, o sínodo anterior foi condenado. Em seguida, as ações de Sico, bispo de Ostia, na rápida ordenação e consagração de Leão VIII, foram condenadas, e ele foi convidado a se apresentar na terceira sessão para julgamento. João então pronunciou uma frase sobre Leão: 
 "Pela autoridade de Deus Todo-Poderoso, pelos príncipes dos apóstolos, Pedro e Paulo, dos conselhos ecumênicos e pelo julgamento do Espírito Santo pronunciado por nós, que Leão, um dos funcionários de nossa cúria, um neófito e um homem que nos traiu seja privado de todas as honras clericais; e se, daqui em diante, ele tentar novamente sentar-se no trono apostólico, ou desempenhar qualquer função sacerdotal, que seja anatematizado juntamente com os seus ajudantes e instigadores, e, excepto em perigo de morte, que não receba o corpo sagrado de Nosso Senhor Jesus Cristo." 
 Então, aqueles que haviam sido ordenados por Leão foram apresentados antes do Sínodo e foram obrigados a assinar um documento dizendo que suas ordenações eram inválidas. Eles foram reduzidos de volta ao posto que tinham antes da ordenação de Leão. 
Na segunda sessão, os dois homens que ajudaram na consagração de Leão, Benedito, o Bispo de Silva Porto e o Bispo de Albano, ambos reconheceram sua culpa na eleição não-canônica de Leão. Então, na sessão final, como o bispo Sico não havia se apresentado, ele foi degradado do posto de bispo. Finalmente, em um assunto não relacionado à elevação de Leão, o Sínodo também determinou que os leigos eram proibidos de se instalar no santuário durante a celebração da Missa.
Após o sínodo, João XII ordenou a mutilação de João, o cardeal-diácono, que havia sido um de seus principais acusadores no sínodo que o havia condenado, ordenando que ele perdesse o nariz, a língua e dois dedos. João também ordenou que o Protoscriniar Azzo amputasse sua mão e que Otgar, bispo de Speyer, fosse açoitado.

## Rescaldo
Em 14 de maio de 964, João XII morreu, e os nobres romanos elegeram o Papa Bento V em seu lugar. O imperador Otto sitiou Roma e, em 23 de junho de 964, entrou na cidade, acompanhado por Leão VIII, que convocou um conselho no Palácio Lateranense. 